# Günter Haupt
Günter Haupt (* 11. September 1904 in Neuruppin; † 14. Juli 1946 in Leipzig) war ein deutscher Rechtswissenschaftler. Bekannt wurde er vor allem durch sein Werk Über faktische Vertragsverhältnisse.

## Leben und Wirken
Günter Haupt wurde 1931 mit der Dissertation Der Luftraum. Eine staats- und völkerrechtliche Studie an der Albertus-Universität Königsberg promoviert und habilitierte sich 1935 an der selbigen Universität mit der Schrift Die allgemeinen Geschäftsbedingungen der deutschen Banken. Zum 1. November 1932 trat er der NSDAP bei (Mitgliedsnummer 1.363.774).
Nach einigen Jahren als Privatdozent an den Universitäten Königsberg (1935–1937), Leipzig (1937–1938) und Jena (1938–1939) wurde er 1939 Professor für Bürgerliches Recht, Handelsrecht, Wirtschaftsrecht, Versicherungsrecht und Luftfahrtrecht an der Juristenfakultät der Universität Leipzig, deren Dekan er in den Jahren 1941–1942 war.

## Schriften
- Der Luftraum. Eine staats- und völkerrechtliche Studie, Breslau 1931.
- Die allgemeinen Geschäftsbedingungen der deutschen Banken, Leipzig 1937.
- Gesellschaftsrecht, Tübingen 1939.
- Über faktische Vertragsverhältnisse, Leipzig 1941.